# 那金河
那金河位于中国东北地区，是蛟流河左岸支流，发源于内蒙古自治区科尔沁右翼前旗南部俄体镇敖家屯（旧属白辛乡）西北山顶，自西北向东南流经突泉县永安镇、吉林省洮南市万宝镇、东升乡、群昌水库、那金镇等乡镇，于洮南瓦房镇三友村以南注入蛟流河。河流全长104.7千米，河道平均比降2.31‰，流域面积1608平方千米。年均径流量1.23亿立方米。那金河流域地处大兴安岭中段东坡，主要为低山丘陵及河谷平原地貌。流域内经济以农业种植为主。